# Linia kolejowa Leinefelde – Wulften
Linia kolejowa Leinefelde – Wulften – dawna, jednotorowa linia kolejowa w Niemczech, w kraju związkowym Dolna Saksonia i Turyngia. Biegła z Leinefelde w Turyngii przez Duderstadt do Wulften am Harz w Dolnej Saksonii.